# Demostene Bertini
Demostene Bertini, nato Demósthenes Magalhães (Rio de Janeiro, 17 novembre 1909 – ...), è stato un calciatore brasiliano, di ruolo centrocampista.

## Caratteristiche tecniche
Giocava come mediano o centromediano.

## Carriera

### Club
Demósthenes debuttò nel Fluminense durante il Initium, il Torneio Inicio di Rio de Janeiro del 1931. Fernando Giudicelli, il precedente centromediano del Fluminense, si era trasferito al Torino l'anno prima; ebbe modo di parlare con Magalhães, e gli propose di trasferirsi a giocare in Italia come aveva fatto lui. Giacché una delle condizioni per giocare in Italia era quella di avere origini italiane (ed essere quindi considerati oriundi), Magalhães cambiò il suo nome in Demostene Bertini.